# Mirni (Korenovsk)
Mirni - Мирный (rus) és un possiólok del krai de Krasnodar, a Rússia. En el cens del 2010 tenia 551 habitants. És a 7 km al nord-est de Korenovsk i a 65 km al nord-est de Krasnodar. Pertany a l'assentament urbà de Korenovsk.